# Into the Millennium Tour
L'Into the Millennium Tour è un tour mondiale della band statunitense dei Backstreet Boys per la promozione del loro album di successo, Millennium. Il tour comprendeva ben 115 show (tutti subito sold-out) spartiti in tre parti. La più importante parte del tour ha coinvolto numerose arene e stadi dell'America settentrionale, mentre la prima vera e propria parte ha coinvolto i paesi dell'Europa, tra cui l'Italia, dal 2 giugno al 7 agosto 1999 e comprendeva 40 concerti in più di 30 città e 13 paesi.

## Aspetto tecnico

### Palco
Il palco del tour aveva una forma pentagonale situato proprio al centro dell'eventuale arena o stadio in modo che gli spettatori potevano posizionarsi a 360 gradi.

## Merchandise
I Backstreet Boys furono d'accordo a lanciare una campagna per promuovere il tour in esclusiva con Burger King. Si trattava di un set di tre CD e una VHS che contenevano canzoni e video dal tour. Ogni CD For The Fans includeva tre brani live dal tour e dei contenuti esclusivi per il computer. La cassetta conteneva invece i retroscena delle canzoni, interviste e speciali sul tour.

## Scaletta
1. "Larger Than Life"
2. "Get Down (You're the One for Me)"
3. "The One"
4. Introduzione alla band
5. "As Long as You Love Me"
6. "Don't Wanna Lose You Now"
7. "Quit Playin' Games (With My Heart)"
8. "Don't Want You Back"
9. "The Perfect Fan"
10. "Back To Your Heart" (preceduta dall'assolo col piano di Kevin Richardson)
11. Medley: "Everybody (Backstreet's Back)"/"We've Got It Goin' On"/"That's The Way I Like It"
12. "Spanish Eyes"
13. "I'll Never Break Your Heart"
14. "No One Else Comes Close"
15. "All I Have to Give"
16. "Show Me the Meaning of Being Lonely"
17. "It's Gotta Be You"
18. "I Want It That Way"

## Date del tour
| Data              | Città                             | Stato       | Luogo                                |
| Europa            | Europa                            | Europa      | Europa                               |
| ----------------- | --------------------------------- | ----------- | ------------------------------------ |
| 2 giugno 1999     | Gand                              | Belgio      | Flanders Expo                        |
| 3 giugno 1999     | Gand                              | Belgio      | Flanders Expo                        |
| 4 giugno 1999     | Francoforte                       | Germania    | Festhalle Frankfurt                  |
| 5 giugno 1999     | Amsterdam                         | Paesi Bassi | Amsterdam Arena                      |
| 7 giugno 1999     | Colonia                           | Germania    | Kölnarena                            |
| 8 giugno 1999     | Parigi                            | Francia     | Palais Omnisports de Paris-Bercy     |
| 10 giugno 1999    | Manchester                        | Regno Unito | Manchester Evening News Arena        |
| 11 giugno 1999    | Newcastle                         | Regno Unito | Telewest Arena                       |
| 13 giugno 1999    | Birmingham                        | Regno Unito | NEC Arena                            |
| 14 giugno 1999    | Birmingham                        | Regno Unito | NEC Arena                            |
| 16 giugno 1999    | Londra                            | Regno Unito | Earls Court Exhibition Centre        |
| 17 giugno 1999    | Londra                            | Regno Unito | Earls Court Exhibition Centre        |
| 20 giugno 1999    | Mannheim                          | Germania    | Maimarkthalle                        |
| 21 giugno 1999    | Bielefeld                         | Germania    | Seidensticker Halle                  |
| 22 giugno 1999    | Oberhausen                        | Germania    | König Pilsener Arena                 |
| 24 giugno 1999    | Münster                           | Germania    | Muensterlandhalle                    |
| 25 giugno 1999    | Stoccarda                         | Germania    | Hanns-Martin-Schleyer-Halle          |
| 26 giugno 1999    | Monaco di Baviera                 | Germania    | Olympiahalle                         |
| 27 giugno 1999    | Zurigo                            | Svizzera    | Hallenstadion                        |
| 29 giugno 1999    | Roma                              | Italia      | Stadio Olimpico                      |
| 1º luglio 1999    | Milano                            | Italia      | Forum di Assago                      |
| 2 luglio 1999     | Milano                            | Italia      | Forum di Assago                      |
| 3 luglio 1999     | Milano                            | Italia      | Forum di Assago                      |
| 5 luglio 1999     | Vienna                            | Austria     | Wiener Stadthalle                    |
| 6 luglio 1999     | Rieden                            | Germania    | Ostbayernhalle                       |
| 7 luglio 1999     | Friedrichshafen                   | Germania    | Messehalle Friedrichshafen           |
| 9 luglio 1999     | Viareggio (Lucca Summer Festival) | Italia      | Stadio dei Pini                      |
| 11 luglio 1999    | San Sebastián                     | Spagna      | Velódromo de Anoeta                  |
| 12 luglio 1999    | Saragozza                         | Spagna      | Pabellón Príncipe Felipe             |
| 13 luglio 1999    | Barcellona                        | Spagna      | Palau Sant Jordi                     |
| 14 luglio 1999    | Barcellona                        | Spagna      | Palau Sant Jordi                     |
| 16 luglio 1999    | Madrid                            | Spagna      | Palacio de Deportes                  |
| 18 luglio 1999    | Gijón                             | Spagna      | Estadio Municipal El Molinón         |
| 21 luglio 1999    | Brema                             | Germania    | Stadthalle Bremen                    |
| 22 luglio 1999    | Lipsia                            | Germania    | Messehalle 7                         |
| 23 luglio 1999    | Berlino                           | Germania    | Velodrom                             |
| 24 luglio 1999    | Berlino                           | Germania    | Velodrom                             |
| 26 luglio 1999    | Rotterdam                         | Paesi Bassi | Sportpaleis van Ahoy                 |
| 27 luglio 1999    | Rotterdam                         | Paesi Bassi | Sportpaleis van Ahoy                 |
| 29 luglio 1999    | Copenaghen                        | Danimarca   | Forum Copenhagen                     |
| 30 luglio 1999    | Oslo                              | Norvegia    | Oslo Spektrum                        |
| 31 luglio 1999    | Oslo                              | Norvegia    | Oslo Spektrum                        |
| 2 agosto 1999     | Helsinki                          | Finlandia   | Hartwall Areena                      |
| 3 agosto 1999     | Helsinki                          | Finlandia   | Hartwall Areena                      |
| 5 agosto 1999     | Göteborg                          | Svezia      | Scandinavium                         |
| 6 agosto 1999     | Stoccolma                         | Svezia      | Stockholm Globe Arena                |
| 7 agosto 1999     | Stoccolma                         | Svezia      | Stockholm Globe Arena                |
| America del Nord  |                                   |             |                                      |
| 17 settembre 1999 | Charlotte                         | Stati Uniti | Charlotte Coliseum                   |
| 18 settembre 1999 | Washington                        | Stati Uniti | MCI Center                           |
| 19 settembre 1999 | Washington                        | Stati Uniti | MCI Center                           |
| 21 settembre 1999 | Boston                            | Stati Uniti | FleetCenter                          |
| 22 settembre 1999 | Boston                            | Stati Uniti | FleetCenter                          |
| 23 settembre 1999 | East Rutherford                   | Stati Uniti | Continental Airlines Arena           |
| 24 settembre 1999 | East Rutherford                   | Stati Uniti | Continental Airlines Arena           |
| 26 settembre 1999 | Uniondale                         | Stati Uniti | Nassau Veterans Memorial Coliseum    |
| 27 settembre 1999 | Uniondale                         | Stati Uniti | Nassau Veterans Memorial Coliseum    |
| 29 settembre 1999 | Filadelfia                        | Stati Uniti | First Union Center                   |
| 30 settembre 1999 | Filadelfia                        | Stati Uniti | First Union Center                   |
| 4 ottobre 1999    | Columbus                          | Stati Uniti | Value City Arena                     |
| 5 ottobre 1999    | Rosemont                          | Stati Uniti | Allstate Arena                       |
| 6 ottobre 1999    | Rosemont                          | Stati Uniti | Allstate Arena                       |
| 7 ottobre 1999    | Rosemont                          | Stati Uniti | Allstate Arena                       |
| 9 ottobre 1999    | Minneapolis                       | Stati Uniti | Target Center                        |
| 12 ottobre 1999   | Phoenix                           | Stati Uniti | America West Arena                   |
| 14 ottobre 1999   | Anaheim                           | Stati Uniti | Arrowhead Pond of Anaheim            |
| 15 ottobre 1999   | Anaheim                           | Stati Uniti | Arrowhead Pond of Anaheim            |
| 16 ottobre 1999   | Las Vegas                         | Stati Uniti | MGM Grand Garden Arena               |
| 19 ottobre 1999   | Inglewood                         | Stati Uniti | Great Western Forum                  |
| 20 ottobre 1999   | Inglewood                         | Stati Uniti | Great Western Forum                  |
| 21 ottobre 1999   | San Jose                          | Stati Uniti | San Jose Arena                       |
| 22 ottobre 1999   | San Jose                          | Stati Uniti | San Jose Arena                       |
| 25 ottobre 1999   | Portland                          | Stati Uniti | Rose Garden                          |
| 26 ottobre 1999   | Tacoma                            | Stati Uniti | Tacoma Dome                          |
| 28 ottobre 1999   | Salt Lake City                    | Stati Uniti | Delta Center                         |
| 29 ottobre 1999   | Salt Lake City                    | Stati Uniti | Delta Center                         |
| 31 ottobre 1999   | Denver                            | Stati Uniti | Pepsi Center                         |
| 2 novembre 1999   | Iowa City                         | Stati Uniti | Carver–Hawkeye Arena                 |
| 3 novembre 1999   | Madison                           | Stati Uniti | Kohl Center                          |
| 4 novembre 1999   | Milwaukee                         | Stati Uniti | Bradley Center                       |
| 6 novembre 1999   | Detroit                           | Stati Uniti | The Palace of Auburn Hills           |
| 7 novembre 1999   | Detroit                           | Stati Uniti | The Palace of Auburn Hills           |
| 8 novembre 1999   | Detroit                           | Stati Uniti | The Palace of Auburn Hills           |
| 10 novembre 1999  | Montréal                          | Canada      | Molson Centre                        |
| 11 novembre 1999  | Toronto                           | Canada      | SkyDome                              |
| 12 novembre 1999  | Ottawa                            | Canada      | Corel Centre                         |
| 14 novembre 1999  | Buffalo                           | Stati Uniti | Marine Midland Arena                 |
| 15 novembre 1999  | Cincinnati                        | Stati Uniti | Firstar Arena                        |
| 17 novembre 1999  | Saint Louis                       | Stati Uniti | Kiel Center                          |
| 18 novembre 1999  | Kansas City                       | Stati Uniti | Kemper Arena                         |
| 20 novembre 1999  | New Orleans                       | Stati Uniti | New Orleans Arena                    |
| 21 novembre 1999  | Memphis                           | Stati Uniti | Pyramid Arena                        |
| 23 novembre 1999  | Birmingham                        | Stati Uniti | BJCC Arena                           |
| 24 novembre 1999  | Atlanta                           | Stati Uniti | Philips Arena                        |
| 26 novembre 1999  | Lexington                         | Stati Uniti | Rupp Arena                           |
| 28 novembre 1999  | Knoxville                         | Stati Uniti | Thompson–Boling Arena                |
| 29 novembre 1999  | Nashville                         | Stati Uniti | Gaylord Entertainment Center         |
| 1º dicembre 1999  | Orlando                           | Stati Uniti | Orlando Arena                        |
| 2 dicembre 1999   | Tampa                             | Stati Uniti | Ice Palace                           |
| 5 dicembre 1999   | Sunrise                           | Stati Uniti | National Car Rental Center           |
| 6 dicembre 1999   | Sunrise                           | Stati Uniti | National Car Rental Center           |
| 11 febbraio 2000  | University Park                   | Stati Uniti | Bryce Jordan Center                  |
| 12 febbraio 2000  | University Park                   | Stati Uniti | Bryce Jordan Center                  |
| 15 febbraio 2000  | Albany                            | Stati Uniti | Pepsi Arena                          |
| 16 febbraio 2000  | Albany                            | Stati Uniti | Pepsi Arena                          |
| 18 febbraio 2000  | Raleigh                           | Stati Uniti | Raleigh Entertainment & Sports Arena |
| 19 febbraio 2000  | Atlanta                           | Stati Uniti | Georgia Dome                         |
| 20 febbraio 2000  | Greensboro                        | Stati Uniti | Greensboro Coliseum                  |
| 22 febbraio 2000  | Greenville                        | Stati Uniti | BI-LO Center                         |
| 24 febbraio 2000  | Saint Petersburg                  | Stati Uniti | Tropicana Field                      |
| 26 febbraio 2000  | New Orleans                       | Stati Uniti | Louisiana Superdome                  |
| 28 febbraio 2000  | Houston                           | Stati Uniti | Compaq Center                        |
| 29 febbraio 2000  | Houston                           | Stati Uniti | Compaq Center                        |
| 1º marzo 2000     | San Antonio                       | Stati Uniti | Alamodome                            |
| 3 marzo 2000      | Dallas                            | Stati Uniti | Reunion Arena                        |
| 4 marzo 2000      | Dallas                            | Stati Uniti | Reunion Arena                        |
| 5 marzo 2000      | Austin                            | Stati Uniti | Frank Erwin Center                   |
| 7 marzo 2000      | Saint Louis                       | Stati Uniti | Trans World Dome                     |
| 9 marzo 2000      | Cleveland                         | Stati Uniti | Gund Arena                           |
| 10 marzo 2000     | Indianapolis                      | Stati Uniti | Conseco Fieldhouse                   |
| 11 marzo 2000     | Indianapolis                      | Stati Uniti | Conseco Fieldhouse                   |
| 13 marzo 2000     | East Lansing                      | Stati Uniti | Breslin Student Events Center        |
| 14 marzo 2000     | Hamilton                          | Canada      | Copps Coliseum                       |
| 15 marzo 2000     | Toronto                           | Canada      | SkyDome                              |

Concerti cancellati e rimandati
| 14 settembre 1999 | Sunrise, Florida        | National Car Rental Center     | Riprogrammato il 5 dicembre 1999 |
| 15 settembre 1999 | Sunrise, Florida        | National Car Rental Center     | Riprogrammato il 6 dicembre 1999 |
| 22 febbraio 2000  | Greenvile               | BI-LO Center                   | Cancellato                       |
| 5 marzo 2000      | Oklahoma City, Oklahoma | Myriad Convention Center Arena | Cancellato                       |